# Proibito erotico
Proibito erotico è un film del 1978 diretto da Luigi Batzella.